# Katherine de la Pole
Katherine de la Pole, née vers 1410 ou 1411 et morte en 1473, est la fille aînée de Michael de la Pole, 2e comte de Suffolk, et de son épouse Katherine Stafford. 

## Biographie
Katherine devient abbesse à l'abbaye de Barking en janvier 1433. C'est dans cette fonction qu'elle prend en charge à partir de juillet 1437 Edmond et Jasper Tudor, les deux fils de Catherine de Valois (la veuve d'Henri V d'Angleterre) par son second époux Owen Tudor. Pour cela, Katherine reçoit une allocation de 52 livres et 12 shillings. Elle arrive à persuader Henri VI de s'intéresser aux deux garçons, qui sont ses demi-frères, et de les accueillir à la cour en mars 1442. Henri VI les anoblit, favorisant plus tard la revendication au trône d'Henri Tudor (fils d'Edmond) à sa mort en 1471.